# مدينة الفاتيكان في الحرب العالمية الثانية

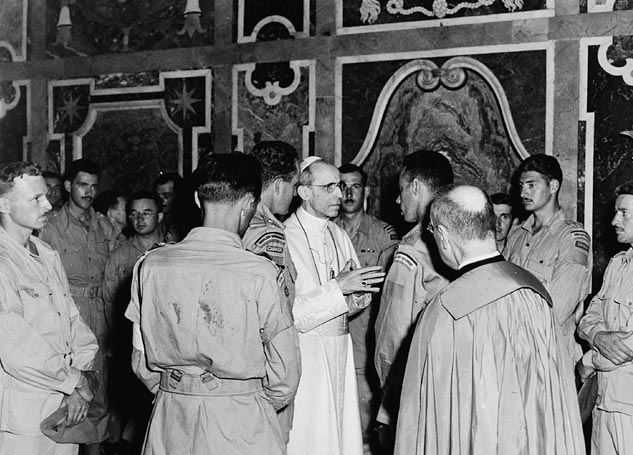

اتبعت مدينة الفاتيكان التي كانت برئاسة البابا بيوس الثاني عشر سياسة الحياد خلال الحرب العالمية الثانية، على الرغم من احتلال روما من قبل ألمانيا في عام 1943، والحلفاء من عام 1944، فإن مدينة الفاتيكان نفسها لم تكن محتلة. نظمت الفاتيكان مساعدات إنسانية واسعة النطاق طوال فترة الصراع.

## خلفية
اعترفت اتفاقية لاتران لعام 1929 مع إيطاليا بسيادة مدينة الفاتيكان. وأعلنت مدينة الفاتيكان دولة محايدة في العلاقات الدولية، وطالبت البابا بالامتناع عن التوسط في أي خلاف ما لم تطلب جميع الأطراف منه ذلك. في عام 1939، اعترف بسيادة الدولة من قبل ثمانية وثلاثين دولة، مع سلكها الدبلوماسي المكون من ثلاثة عشر سفيرًا وخمسة وعشرين وزيرًا.

## العلاقات الأجنبية

### محاولات التوسط قبل الحرب
في بداية أبريل 1939، أعلن بيوس الثاني عشر عن خطة للسلام، على أمل التوسط في المفاوضات بين القوى الأوروبية الكبرى التي كانت على وشك الدخول في حرب. كان الرئيس الأول الذي اتصل به هو بينيتو موسوليني، عن طريق وسيط بيوس الثاني عشر المعتاد، الأب اليسوعي تاتشي فنتوري. بموافقة موسوليني، وفي اليوم التالي، اتصل وزير الخارجية الكاردينال لويجي ماغليون بالسفير البابوي في باريس (فاليريو فاليري)، وفي وارسو (فيليبو كورتيسي)، وفي برلين (سيزار أورسينيغو) والمندوب البابوي في لندن (وليام جودفري). لم يحقق اجتماع الفاتيكان المقترح شيء يذكر يتعلق بجوهر القضية: إذا كان هناك موقف متماسك يتبناه الفاتيكان خلال اتصالاته المختلفة، فهو موقف التسوية. بصورة خاصة، حاول البابا تغيير موقف بولندا بشأن قبول انفصال مدينة دانزيغ الحرة وانضمامها لألمانيا النازية، وهو موقف لم يستطع السفير البولندي كازيميريز بابي (المفوض السامي السابق لدانزيغ) والحكومة البولندية القبول به.
في رسالته الإذاعية في 24 أغسطس 1939، قبل أسبوع واحد فقط من الحرب، حذر بيوس: «الخطر وشيك، ولكن ما زال هناك وقت. لا شيء يضيع بالسلام، كل شيء يمكن أن يضيع بالحرب!»
استخلص المؤرخ البريطاني أوين تشادويك أربع سمات من محاولات التوسط للفاتيكان: قرب خاص من موسوليني، إلى حد إرسالهم لرسائل من صياغته، من الفترة من مايو إلى أغسطس 1939، وعدم اهتمام البريطانيين والبولنديين بمقترحات الفاتيكان، التي اشتبهوا أنها مؤيدة لإيطاليا ولألمانيا، اعتبرت القوى الأوروبية الكبرى البابا «ليس سوى بيدق صغير على رقعة الشطرنج»، وفوق كل شيء، أراد بيوس الثاني عشر ضمان التوافق بين القوى الغربية لمنع المكاسب الإقليمية الروسية.
مع احتلال بولندا، وعدم مهاجمة فرنسا والبلدان المنخفضة حتى الآن، بقي بيوس يأمل في التفاوض على السلام لمنع انتشار الصراع. أعاد الرئيس الأمريكي فرانكلين دي روزفلت الذي كان يفكر أيضًا بالسلام تأسيس العلاقات الدبلوماسية الأمريكية مع الفاتيكان بعد توقف دام سبعين عامًا وأرسل مايرون تشارلز تايلور كممثل شخصي له. على الرغم من هدم آمال السلام، استمرت مهمة تايلور في الفاتيكان.

### تصريحات علنية
على الرغم من الأعمال المكثفة وراء الكواليس، كان بيوس الثاني عشر مصمم على عدم إصدار أي بيان عام ينحاز لأي طرف في الصراع، تجلى هذا لأول مرة في رفض الإدانة الصريحة للغزو الألماني لبولندا. في مرحلة مبكرة، اعتقد بيوس الثاني عشر أن «التدمير السريع لبولندا يعني نهاية الحرب».

#### اندلاع الحرب
صدرت الرسالة العامة الأولى سومي بونتيفيكاتوس (الحبرية العظمى) («بشأن حدود سلطة الدولة») في 20 أكتوبر 1939، وكان أول منشور بابوي صدر من قبل بيوس الثاني عشر، والذي حدد بعض السمات لبابويته. ووفقًا لشادويك، فإن سومي بونتيفيكاتوس يجسد كلًا من «تردد وحرص» البابا. أثناء صياغة الرسالة، بدأت الحرب العالمية الثانية مع الغزو النازي / السوفييتي لبولندا الكاثوليكية. على الرغم من تعبير بيوس بدبلوماسية إلا أنه أيد المقاومة الكاثوليكية، وأعلن رفضه للحرب وللعنصرية ولمعاداة للسامية وللغزو النازي/السوفييتي لبولندا ولاضطهاد الكنيسة.
لأن إيطاليا لم تكن قد أصبحت بعد حليفة لأدولف هتلر في الحرب في ذلك الوقت، دُعي الإيطاليون للبقاء مخلصين للكنيسة. تجنب بيوس تسمية الحلفاء المتحاربين أدولف هتلر وجوزيف ستالين كأشرار، مرسخًا بذلك النبرة العامة «المحايدة» التي ستكون سمة مميزة لبابويته: «يجب أن يؤخذ بيان كامل يوضح الموقف العقائدي في مواجهة الأخطاء الحالية، إذا لزم الأمر، يمكن تأجيله إلى وقت آخر ما لم يكن هناك اضطراب بسبب الأحداث الخارجية الكارثية، في الوقت الحالي تقتصر إجراءاتنا على بعض الملاحظات الأساسية».

#### المقاومة
كتب البابا عن «الحركات المعادية للمسيحيين» التي جلبت معها «كوارث مؤلمة» ودعا للحب والرحمة والعاطفة في مواجهة هذا «الكم الكبير من النزاع». بعد المواضيع التي عولجت في منشورات نون أبيمو بيزونيو (1931) وميت بيرندر سورغي (1937) وديفيني ريديمبتوريس (1937)، كتب بيوس عن ضرورة إعادة أولئك الذين كانوا يتبعون «معايير خاطئة.. الذين ضللتهم الخطيئة، والعاطفة، والإغراء، والتعصب، (الذين) ابتعدوا عن الإيمان الحقيقي بالله» إلى الكنيسة. كتب عن «المسيحيين الذين للآسف هم مسيحيين بالاسم أكثر مما هم بأفعالهم» الذين أظهروا «جبن» في وجه الاضطهاد من قبل هذه العقائد، وأيد المقاومة.
من بين «جنود المسيح»، الكهنة أو من عامة الشعب، الذي لا يشعرون أن رؤية تزايد أعداء المسيح قد حرضتهم وحفزتهم لوعي أكبر ولمقاومة أكثر، ويروى أن المتحدثين عن هذه النزعة ينكرون أو يهملون الحقائق الحية والقيم المتأصلة في الإيمان بالله والمسيح، ويكسرون ألواح وصايا الله بصورة مقصودة لتبديلها بألواح أخرى وبمعايير مجردة من المحتوى الأخلاقي الذي ورد في الوحي على سيناء، معايير لا مكان لروح الموعظة على الجبل وروح الصليب فيها؟

سومي بونتيفيكاتوس 7- البابا بيوس الثاني عشر، أكتوبر 1939

#### غزو بولندا
كتب بيوس عن كنيسة مضطهدة ووقتًا يتطلب «الإحسان»  للضحايا الذين من «حقهم» أن يلقوا التعاطف. كتب ضد غزو بولندا وقتل المدنيين:
دماء البشر التي لا تحصى، حتى من غير المقاتلين، تثير الشفقة على أمة كبولندا الحبيبة، والتي، بسبب إخلاصها للكنيسة، وخدماتها في الدفاع عن الحضارة المسيحية، المكتوبة بأحرف لا تمحى في سجلات التاريخ، لها الحق في أن تحظى بالتعاطف الأخوي وبالعطاء من قبل العالم كله، بينما تنتظر بولندا، ومع اعتمادها على الشفاعة القوية لمريم، وعلى مساعدة المسيحيين، وإيمانها بساعة القيامة التي تنسجم مع مبادئ العدل والسلام الحقيقي

سومي بونتيفيكاتوس 106-البابا بيوس الثاني عشر، أكتوبر 1939
في بولندا، قتل النازيون أكثر من 2,500 راهب وكاهن وسُجن المزيد.

#### معارضة العنصرية ومعاداة السامية
في رفض آخر للفكر النازي، كرر بيوس معارضة الكاثوليكية للعنصرية ولمعاداة السامية:
ووفقًا لمبادئ المساواة هذه، تكرس الكنيسة اهتمامها لتشكيل رجال دين محليين مثقفين، وزيادة عدد الأساقفة المحليين تدريجيًا. ومن أجل إضفاء إطار خارجي يعبر عن نوايانا، اخترنا عيد المسيح الملك القادم للترفع إلى الكرامة الأسقفية أمام قبور الرسل الإثني عشر كتمثيل للشعوب والأجناس المختلفة على نطاق واسع. في خضم التناقضات المدمرة التي فرقت بين البشر، نرجو أن يعلن هذا العمل الرسمي لجميع أبنائنا، المنتشرين في جميع أنحاء العالم، أن روح الكنيسة وتعاليمها وعملها لا يمكن أن تكون أبداً غير تلك التي بشر بها رسول الأمم: «ولبستم الجديد الذي يتجدد للمعرفة حسب صورة خالقه، حيث ليس يوناني ويهودي، ختان وغرلة، بربري سكيثي، عبد حر، بل المسيح الكل وفي الكل».
(رسال بولس إلى أهل كولوسي الأصحاح الثالث. 10، 11).
سومي بونتيفيكاتوس 48- البابا بيوس الثاني عشر، أكتوبر. 1939.